# Nebulosa planetária

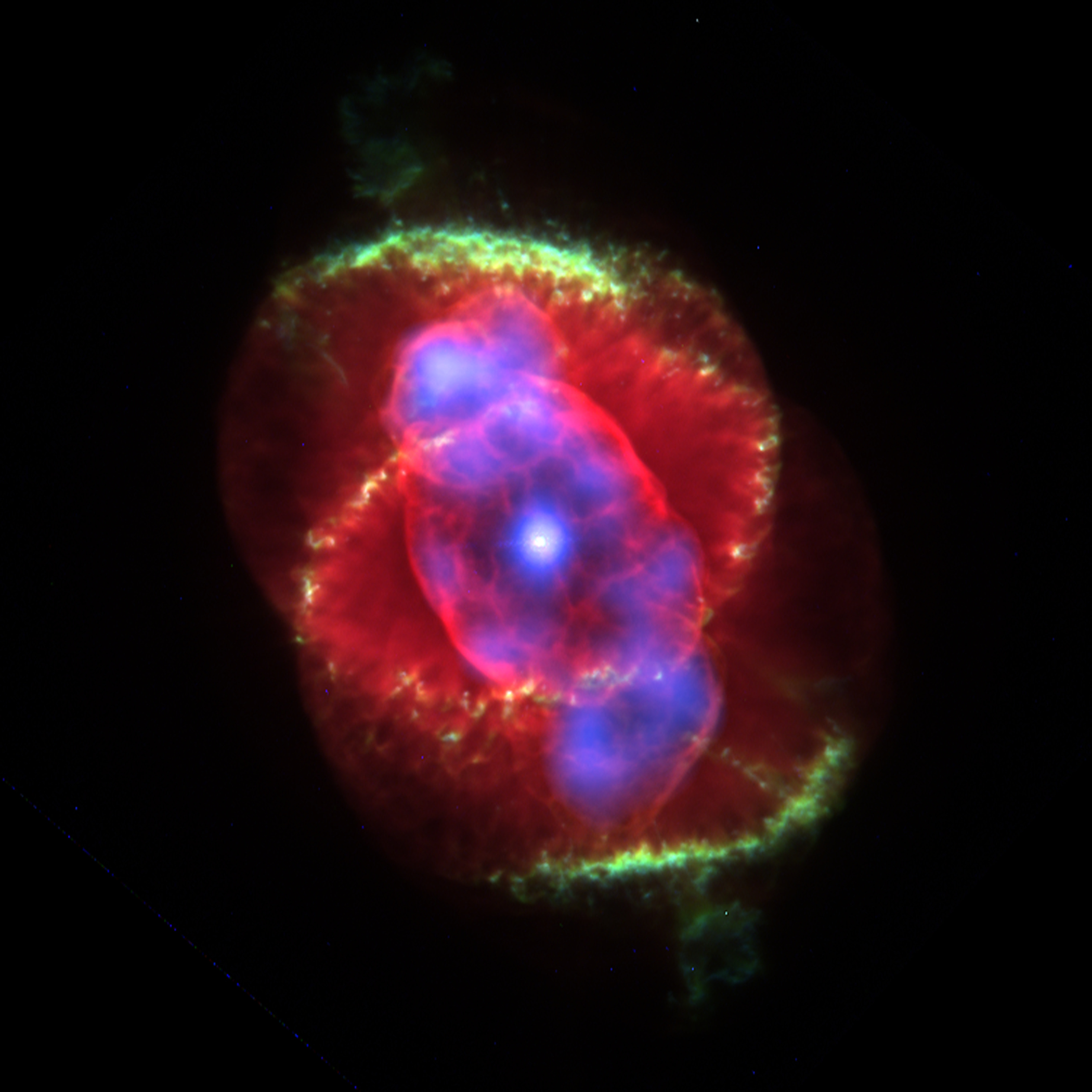
A Nebulosa Olho de Gato. Imagem em falsa cor (visível e raios X) tomada pelo Telescópio espacial Hubble.

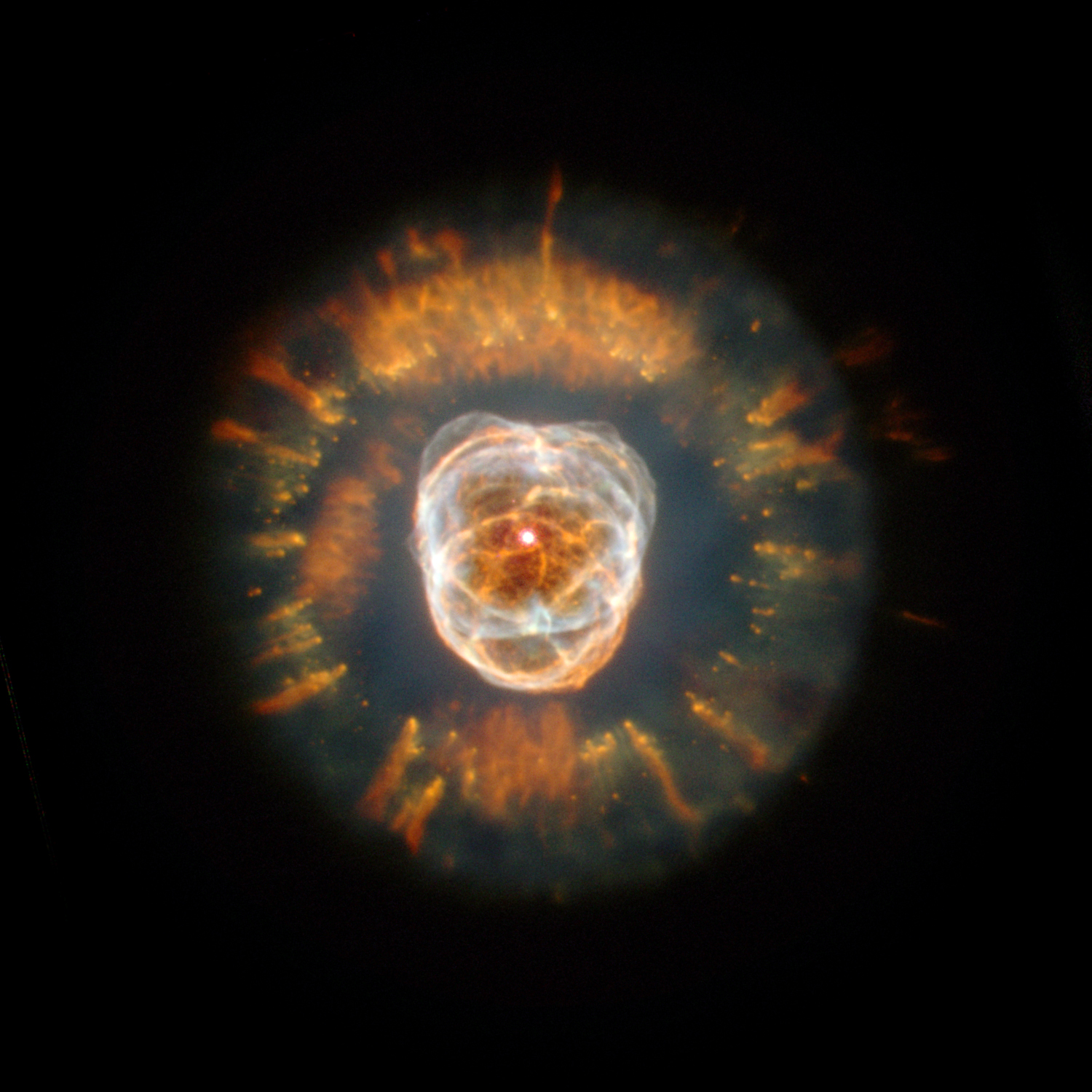
NGC 2392, Nebulosa do Esquimó

Uma nebulosa planetária é um objecto astronómico (nomeadamente, uma nebulosa de emissão) que é constituído por um invólucro brilhante em expansão de plasma e gás ionizado, expulsa durante a fase de ramo gigante assimptótico que atravessam as estrelas gigantes vermelhas nos últimos momentos das suas vidas.
O nome é devido a que os seus descobridores, no século XVIII, observaram que a sua aparência era similar aos planetas gigantes vistos através dos telescópios ópticos da época, embora realmente não tenham relação alguma com os planetas. Trata-se de um fenômeno relativamente breve em termos astronômicos, que dura por volta de dezenas de milhares de anos (o tempo de vida de uma estrela comum ronda os dez bilhões de anos).
No final da vida das estrelas que atingem a fase de gigante vermelha, as camadas exteriores da estrela são expelidas devido a pulsações e a intensos ventos estelares. Após a expulsão destas camadas, subsiste um pequeno núcleo da estrela, o qual se encontra a uma grande temperatura e brilha intensamente. A radiação ultravioleta emitida por este núcleo ioniza as camadas externas que a estrela tinha expulsado.
As nebulosas planetárias são objetos importantes em astronomia, por desempenharem  um papel crucial na evolução química das galáxias, libertando ao meio interestelar metais pesados e outros produtos da nucleossíntese das estrelas (como carbono, nitrogênio, oxigênio e cálcio). Nas galáxias afastadas, as nebulosas planetárias poderão ser os únicos objetos dos quais podem ser retiradas informações acerca  sua composição química.
As imagens fornecidas pelo telescópio espacial Hubble revelaram que muitas nebulosas planetárias apresentam morfologias extremamente complexas e variadas. Cerca de um quinto delas mostram formas aproximadamente esféricas. Os mecanismos que produzem esta grande variedade de formas não são compreendidos ainda muito bem, mas as estrelas binárias centrais, os ventos estelares e os campos magnéticos podem desempenhar um papel de destaque.

## Observações e descoberta
No geral, as nebulosas planetárias são objetos ténues que não podem ser observados a primeira vista. A primeira nebulosa planetária em ser descoberta foi a Nebulosa do Haltere, na constelação de Vulpecula, que foi observada a 12 de julho de 1764 por Charles Messier, e incluída no seu catálogo de nebulosas como M27. O nome foi dado posteriormente por John Herschel devido a sua semelhança com um haltere.
Para os primeiros observadores com telescópios de baixa resolução, a aparência destas nebulosas era similar à dos planetas gigantes do Sistema Solar. O primeiro a perceber isso foi Antoine Darquier, descobridor da Nebulosa do Anel em 1779. Contudo, foi William Herschel, descobridor de Urano uns anos antes, que em 1784 cunhou finalmente o nome de "nebulosa planetária" para denominar estes objetos, embora realmente sejam muito diferentes dos planetas e não possuam relação alguma com eles.
A natureza das nebulosas planetárias permaneceu desconhecida até as primeiras observações espectroscópicas serem realizadas. A 29 de agosto de 1864, William Huggins tomou o primeiro espectro de uma nebulosa planetária, a Nebulosa Olho de gato, mediante o uso de um prisma que dispersava a sua luz. Ao analisar o seu espectro, Huggins esperava encontrar um espectro de emissão contínuo, como já observara anteriormente em outras nebulosas como a Galáxia de Andrômeda. Porém, o que observou foi um pequeno número de linhas de emissão. Em palavras do próprio Huggins:
| “ | ...Olhei no espectroscópio. O espectro não era como esperava! Apenas uma única linha brilhante! A princípio suspeitei que se tratava de um deslocamento do prisma... então tive a ideia da verdadeira interpretação. A luz da nebulosa era monocromática... o enigma das nebulosas ficava resolvido. A resposta, que nos chegara na luz mesma, dizia: não há um agrupamento de estrelas, mas gás luminoso. | ” |

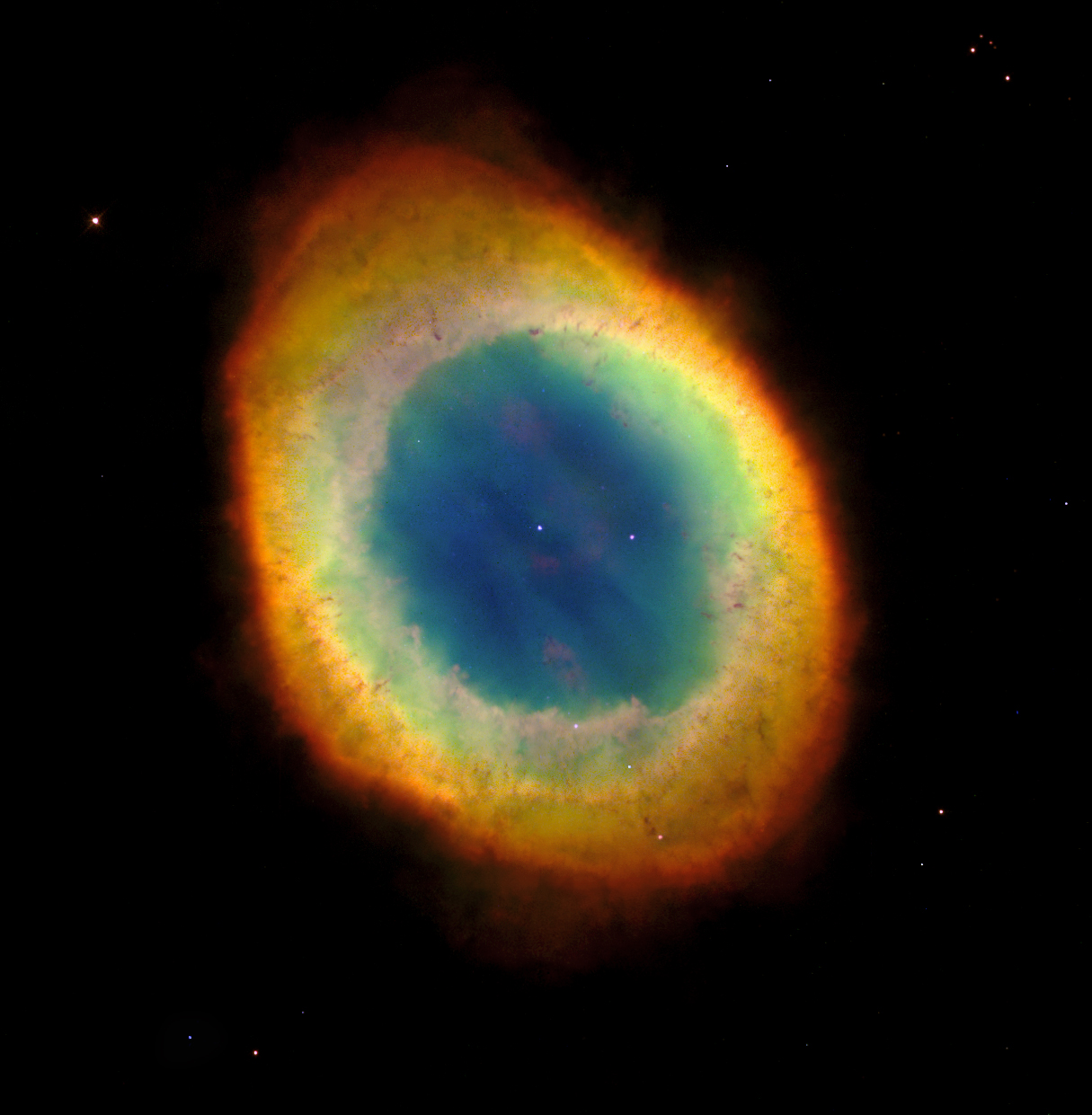
A Nebulosa do Anel. Crédito: The Hubble Heritage Team (AURA/STScI/NASA).

Isto é devido a que no espectro das nebulosas planetárias predominam as linhas de emissão, como nos gases, ao contrário que nas nebulosas formadas por estrelas, que apresentam um espectro contínuo. Huggins identificou uma linha de Balmer do hidrogênio (em concreto H{\displaystyle \beta }, correspondente à cor ciano), embora também aparecessem outras linhas muito mais brilhantes, como a correspondente a 500,7 nanômetros, que os astrônomos não conseguiam identificar com nenhum elemento.
Para explicar a emissão destas linhas, a existência de um novo elemento denominado nebúlio foi sugerida. A verdadeira natureza destas linhas não foi descoberta até mais de sessenta anos depois das observações de Huggins, com a aparição da mecânica quântica; foi Ira Sprague Bowen, em 1928, quem deduziu que estas linhas eram causadas por átomos de oxigênio e nitrogênio ionizados, contradizendo assim a teoria do nebúlio.
Bowen demonstrou que, nos gases de densidade extremamente baixa, os electrões podem povoar níveis de energia metaestáveis excitados que, nos gases de densidades mais elevadas, seriam desexcitados depressa devido às colisões existentes entre átomos. As transições dos electrões destes níveis a outros de menor energia nos átomos de oxigênio e nitrogênio ionizados, como O2+, O+ ou N+, produzem a emissão das linhas que Huggins não soube identificar, incluída a correspondente a 500,7 nanômetros. Estas linhas espectrais recebem o nome de linhas proibidas, e apenas aparecem em gases de muito baixa densidade, pelo qual se deduz que as nebulosas planetárias estão formadas de gás altamente enrarecido (baixa densidade).
Os espectros na faixa de luz visível das nebulosas planetárias são de fato tão diferentes dos de outros objetos celestes usados para determinar a existência de uma nebulosa planetária embora o seu tamanho aparente seja tão pequeno que não permita a sua identificação mediante fotometria. Em concreto, as linhas do oxigênio duplamente ionizado, O2+, a 500,7 e a 495,9 nanômetros e a linha de Balmer H{\displaystyle \beta }, embora sejam patentes em espectros de outros objetos como novas e supernovas, em nenhum caso têm tanta intensidade como nos espectros das nebulosas planetárias.
Por volta de finais do século XX, as melhoras tecnológicas ajudaram no estudo e compreensão das nebulosas planetárias. Os telescópios espaciais permitiram os astrônomos estudarem a luz emitida para além do espectro visível, a qual não pode ser detectada desde os observatórios situados na Terra, pois apenas as ondas de rádio e a luz do espectro visível atravessam a atmosfera sem sofrer uma absorção significativa. Os estudos realizados no infravermelho e no ultravioleta revelam muita mais informação das nebulosas planetárias, como a sua temperatura e densidade, bem como as abundâncias dos diferentes elementos. A tecnologia CCD permitiu medir mais precisamente as linhas espectrais mais débeis. O telescópio espacial Hubble mostrou que, embora muitas nebulosas parecem, vistas desde os observatórios terrestres,  possuir uma estrutura muito básica, a grande resolução óptica dos telescópios situados além da atmosfera terrestre revela morfologias que podem chegar a ser extremamente complexas.

## Formação e evolução

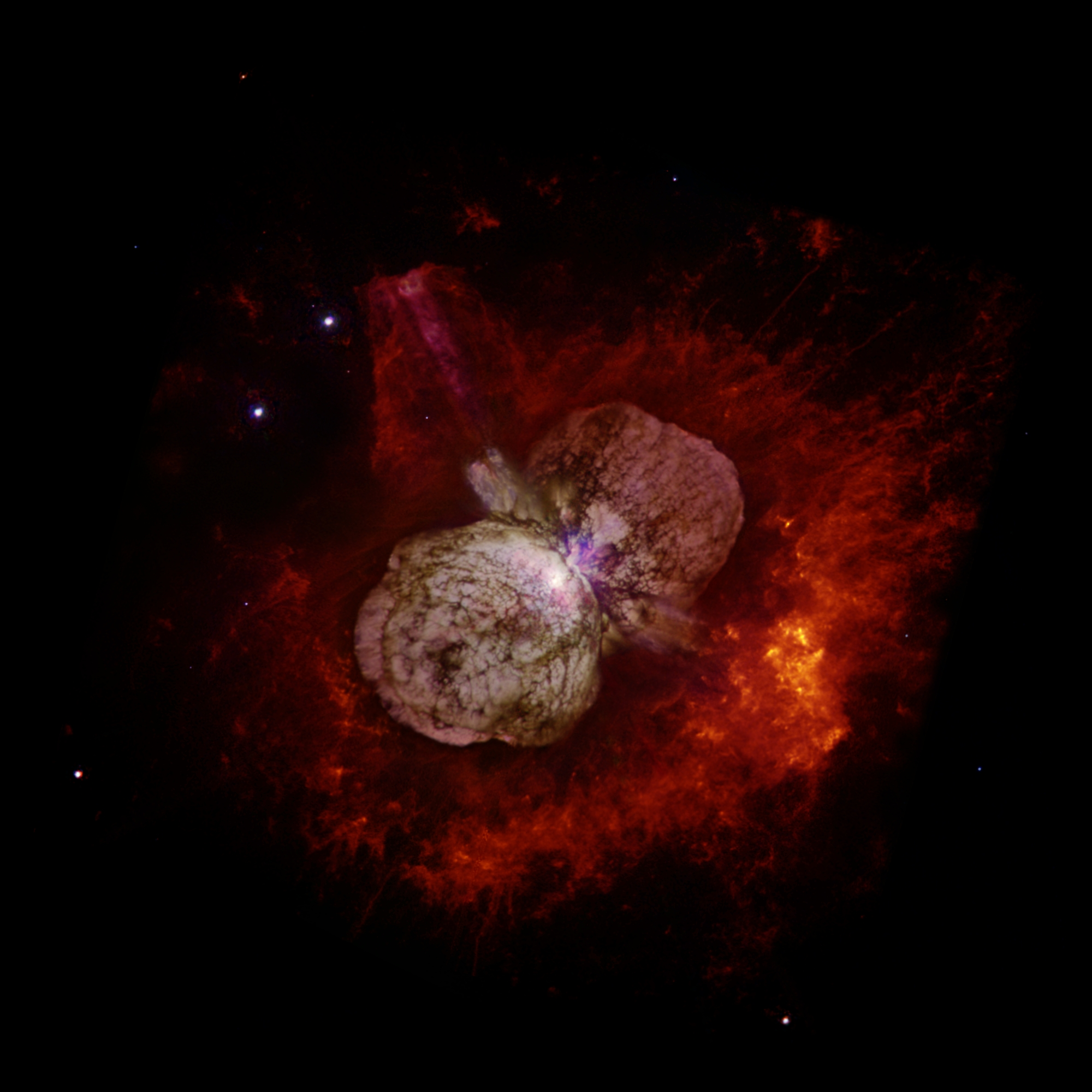
Eta Carinae é uma estrela em fase de explosão, e já começou a formar uma nebulosa planetária.

### Origem

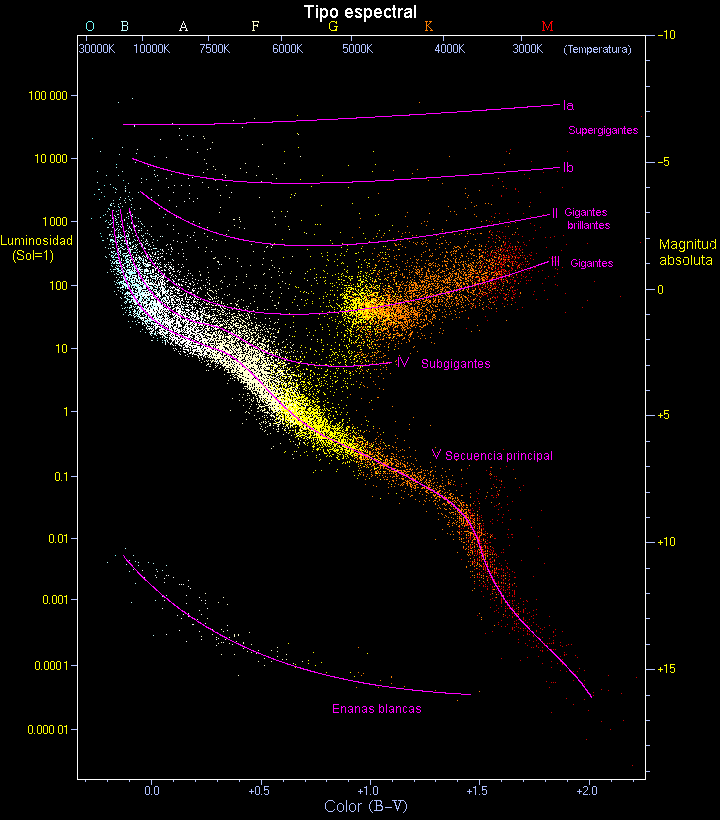
Diagrama de Hertzsprung-Russell. As estrelas estão na sequência principal a maior parte da sua existência. Finalmente, quando o hidrogênio começa a escassear, tornam-se gigantes vermelhas (em cima-direita). Finalmente, se a estrela se encontra entre 1 e 8 massas solares aproximadamente, torna-se anã branca (embaixo), com um raio muito pequeno, e gera uma nebulosa planetária.

As nebulosas planetárias são formadas quando uma estrela que possui entre 0,8 e 8 massas solares (M⊙) esgota o seu combustível nuclear. Acima do limite de 8 M⊙ a estrela explodiria, originando uma supernova.
Durante a maior parte das suas vidas, as estrelas brilham devido às reações de fusão nuclear que ocorrem no núcleo estelar. Isto permite que a estrela se encontre em equilíbrio hidrostático, pois a força que a gravidade exerce para o centro da estrela tentando comprimi-la é compensada pela soma das pressões hidrostática e de radiação, que agem visando a expandir o sistema. As estrelas que cumprem isto estão situadas na zona de sequência principal no diagrama Hertzsprung-Russell, no qual se encontram a maior parte delas.
As estrelas de massas médias e baixas, como as que formam nebulosas planetárias, permanecem na sequência principal durante vários milhares de milhões de anos, consumindo hidrogênio e produzindo hélio que se vai acumulando no seu núcleo, o qual não tem temperatura suficiente para provocar a fusão do hélio, ficando este inerte. Progressivamente vai-se acumulando hélio até a pressão de radiação no núcleo não ser suficiente para compensar a força gravitacional gerada pela massa da estrela, pelo qual aquele se comprime. Esta compressão gera calor, que provoca uma aceleração da fusão do hidrogênio das camadas exteriores, que se expandem. Como a superfície da estrela aumenta, a energia que produz a estrela é difundida sobre uma área mais ampla, resultando num arrefecimento da temperatura superficial e portanto num avermelhamento da estrela. Diz-se então que a estrela entra na fase de gigante vermelha.
O núcleo, composto totalmente por hélio, continua comprimindo-se e esquentando na falta de reações nucleares, até atingir a temperatura que possibilita a fusão do hélio em carbono e oxigênio (cerca de 80-90 milhões de kelvin), voltando novamente ao equilíbrio hidrostático. Pronto formar-se-á um núcleo inerte de carbono e oxigênio rodeado por uma camada de hélio e outra de hidrogênio, ambas em combustão. Este estágio das gigantes vermelhas é denominado ramo gigante assimptótico.
As reações de fusão do hélio são extremamente sensíveis à temperatura, sendo a sua proporcionalidade da ordem de T40, em temperaturas relativamente baixas. A estrela então torna-se instável devido à influência que podem chegar a ter as variações de temperatura; um aumento de apenas 2% na temperatura da estrela dobraria o ritmo ao qual ocorrem estas reações, libertando-se uma grande quantidade de energia que aumentaria a temperatura da estrela, pelo qual provocaria que a camada de hélio em combustão se expandisse para se esfriar depressa. Isto ocasiona violentas pulsações, que finalmente adquirem a intensidade suficiente como para expulsar por completo a atmosfera estelar para o espaço.
Os gases ejetados formam uma nuvem de material em torno do núcleo da estrela, agora exposto. À medida que a atmosfera se desfaz afastando-se da estrela, cada vez camadas mais profundas e quentes do núcleo ficam expostas. Quando a superfície exposta atinge uma temperatura de 35 000 K, são emitidos suficientes fotões ultravioletas como para ionizar a atmosfera ejetada, fazendo-a brilhar. A nuvem torna-se então numa nebulosa planetária.

### Fase de nebulosa planetária

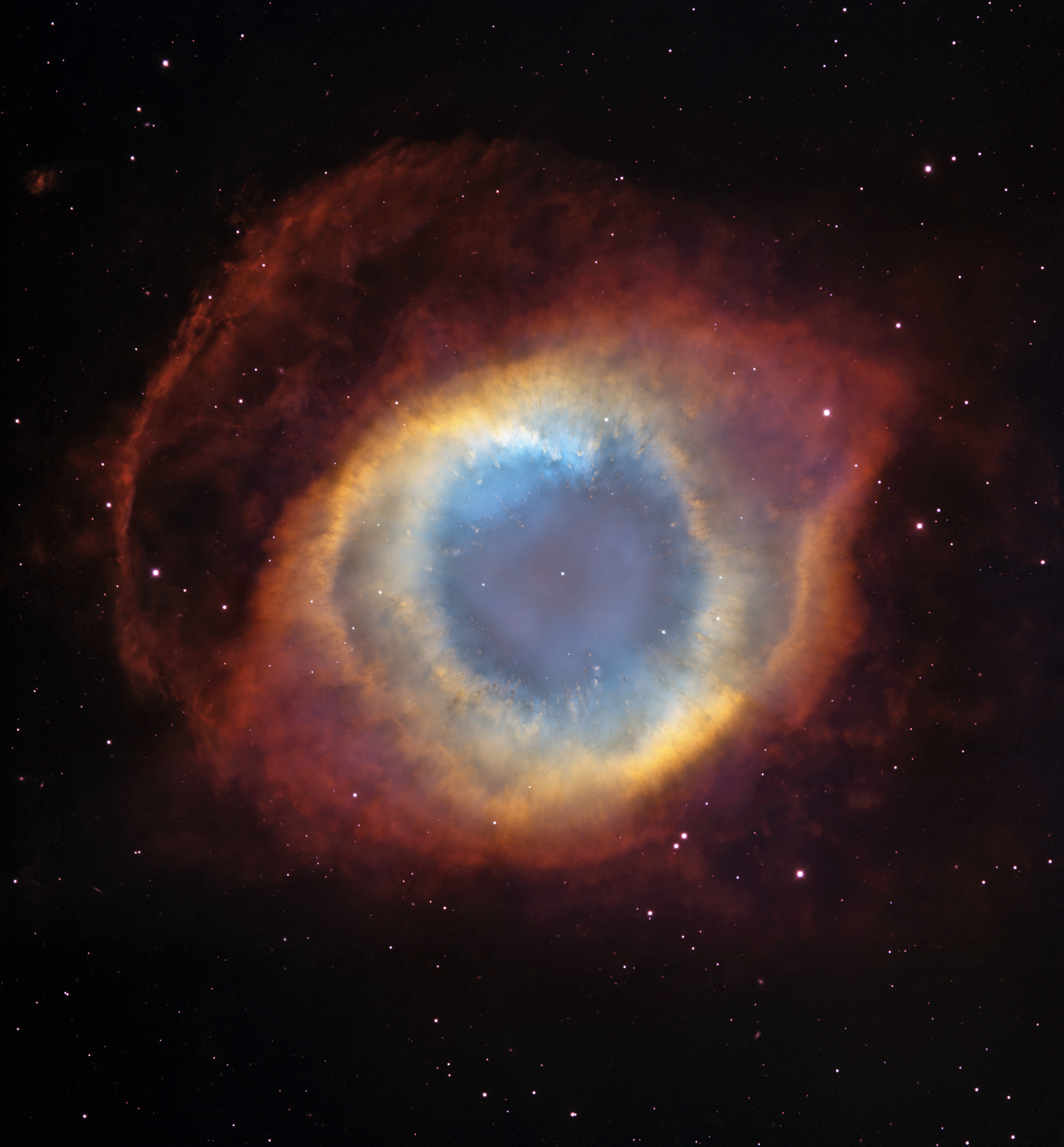
A Nebulosa de Hélix. Crédito: NASA, ESA, e C.R. O'Dell.

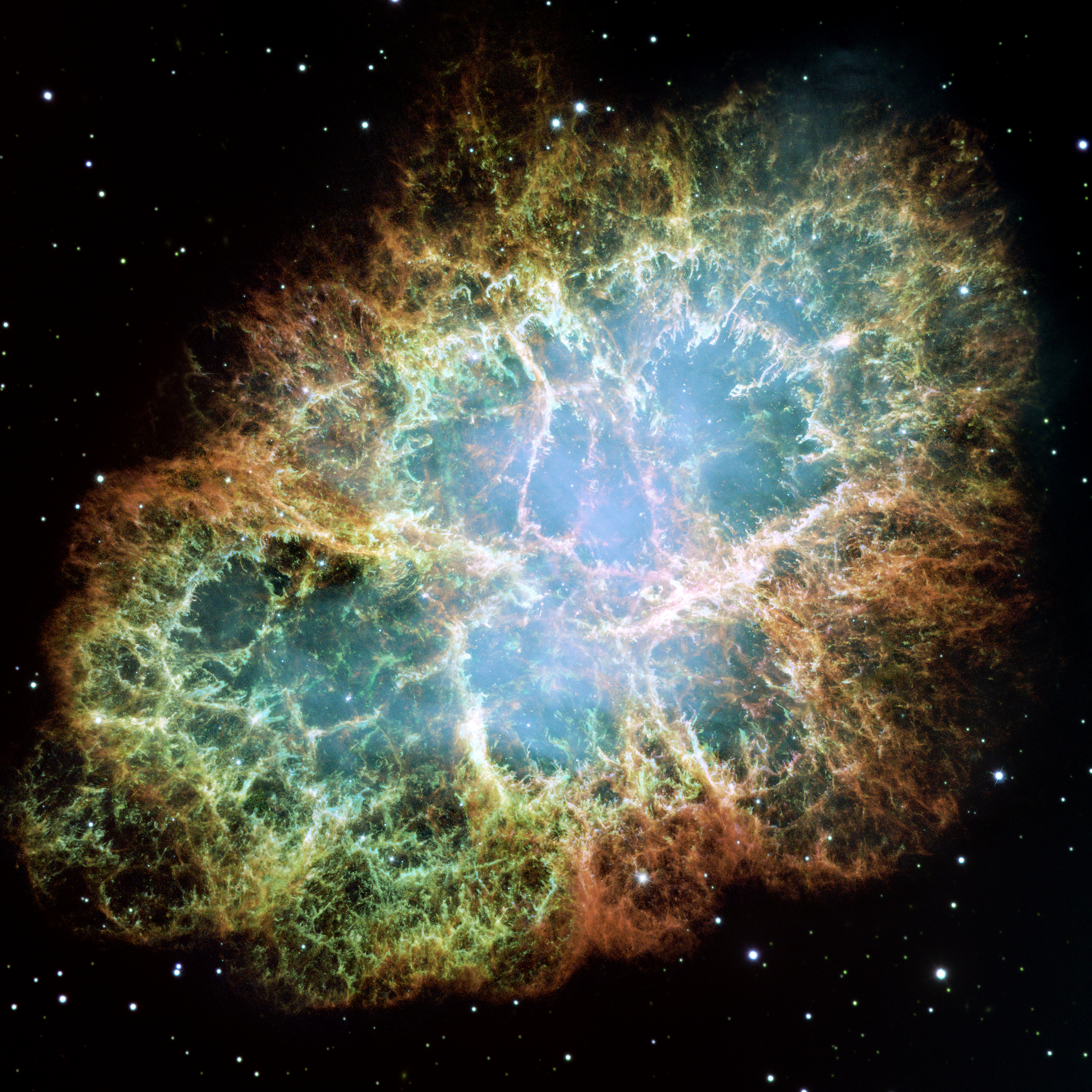
A nebulosa do Caranguejo, um remanescente de supernova. Crédito: NASA, ESA.

Uma vez começada a fase de nebulosa planetária, os gases expulsos viajam a velocidades de vários quilômetros por segundo respeito da estrela central. Esta converte-se na estrela compacta (anã branca) da estrela gigante vermelha anterior, e é formada por carbono e oxigênio com os seus electrões degenerados, com escasso hidrogênio, pois a maior parte foi expulso na fase anterior de ramo gigante assimptótico.
À medida que o gás se expande, a estrela central experimenta uma evolução em duas etapas: primeiro, contraindo-se ao mesmo tempo em que se esquenta, queimando-se o hidrogênio da camada exterior ao núcleo. Nesta etapa, a estrela central mantém uma luminosidade constante, atingindo finalmente temperaturas por volta de 100 000 K. Em segundo lugar, a estrela sofre um processo de arrefecimento quando a camada de hidrogênio exterior se consumiu, perdendo ademais um pouco de massa. O remanente irradia a sua energia, mas as reações de fusão deixam de ocorrer, pois perdeu muita massa e a que lhe resta não chega para atingir as temperaturas necessárias para desencadear este tipo de processos. A estrela esfria-se de tal modo que a intensidade da luz ultravioleta irradiada não chega para ionizar o gás distante.
A fase de nebulosa planetária finaliza quando a nuvem de gás se recombina, abandonando o estado de plasma e tornando-se invisível. Para uma nebulosa planetária típica, a duração desta fase é de aproximadamente 10 mil anos. O remanente estelar, uma anã branca, permanecerá sem sofrer mudanças na sua evolução, esfriando muito devagar.

## Características

### Morfologia
As nebulosas planetárias apresentam formas muito díspares, desde irregulares e de aparência complexa até quase perfeitamente esféricas. Contudo, estas últimas apenas representam 20%  do total.
A maioria das nebulosas planetárias podem ser classificadas segundo a sua forma em esféricas, elípticas, ou bipolares (vistas desde a Terra, pois a forma depende do ângulo com o qual  sejam observadas). Contudo, com menor intensidade também existem outras formas, como anulares, quadripolares, helicoidais, irregulares, e de outros tipos. A nebulosa planetária Abell 39 apresenta forma esférica, e a Nebulosa Retina (IC 4406) forma bipolar. Em muitas ocasiões, a forma dá nome à nebulosa, como é o caso da Nebulosa do Anel, a Nebulosa de Hélix, ou a Nebulosa da Formiga.
As nebulosas planetárias bipolares encontram-se perto do plano galáctico (3º máximo), pelo qual foram criadas por estrelas novas muito massivas (tipo espectral A), ao contrário das esféricas, mais afastadas do plano galáctico (de 5º a 12º), e cujas estrelas progenitoras eram mais antigas e menos massivas, similares ao Sol (tipo espectral G). As elípticas encontram-se num intervalo intermédio (tipo espectral B, 3º-5º). Isto é indicativo de que a massa da estrela progenitora determina as características morfológicas da nebulosa planetária, influindo pelo general com maior intensidade que outros fatores tais como a rotação ou o campo magnético. Para além disso, quanto mais massiva é a estrela mais irregular se torna a nebulosa.
A razão da ampla variedade de formas não é bem compreendida, embora pudesse ser devida a interações gravitacionais causadas por uma estrela companheira em sistemas estelares binários (estrelas duplas). Outra possibilidade é que os planetas perturbem o fluxo de material expelido pela estrela. Em janeiro de 2005 foi anunciada a primeira detecção de campos magnéticos ao redor das estrelas centrais de duas nebulosas planetárias, e foi postulado que estes fossem causadores, totais ou parciais, da forma da nebulosa.

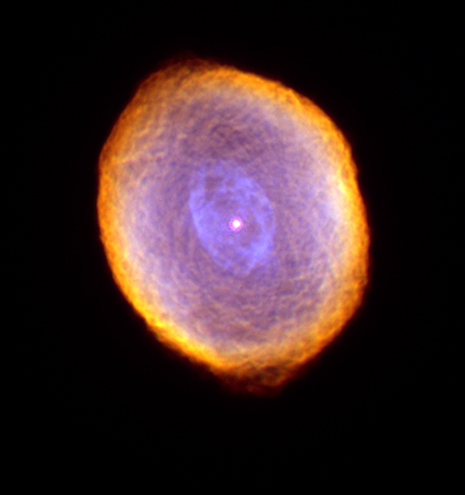
A Nebulosa Espirógrafo, morfologia esferoidal. Três cores são diferenciadas, correspondentes a nitrogênio ionizado, hidrogênio, e oxigênio ionizado, de fora para dentro.
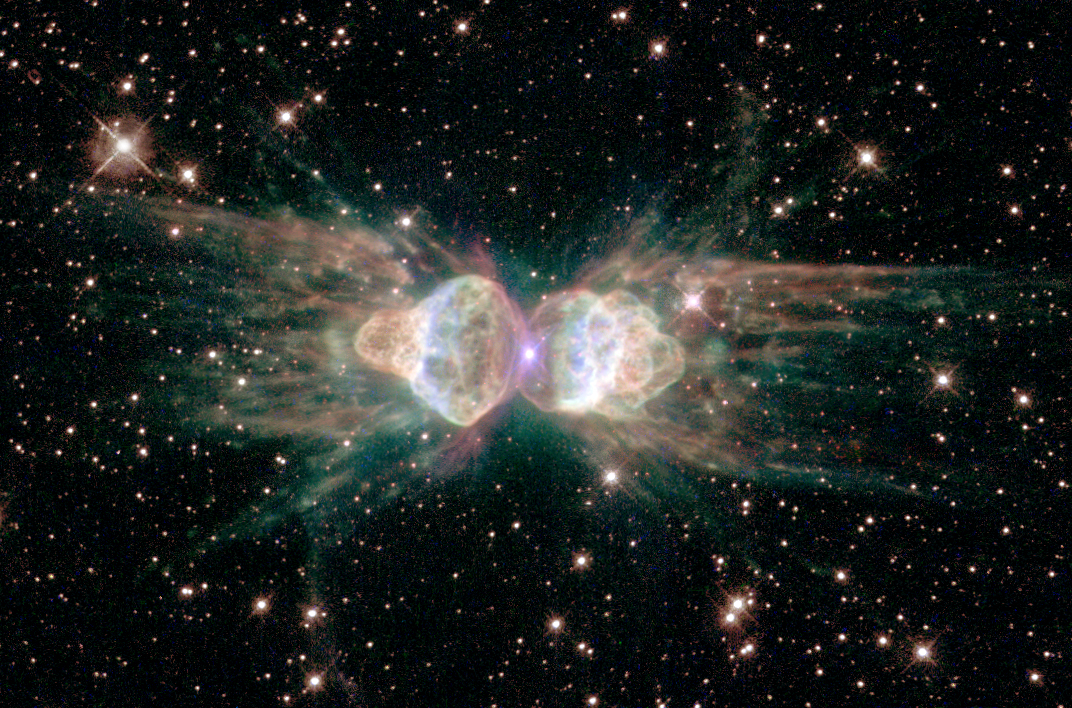
A Nebulosa da Formiga, uma das nebulosas bipolares mais características.
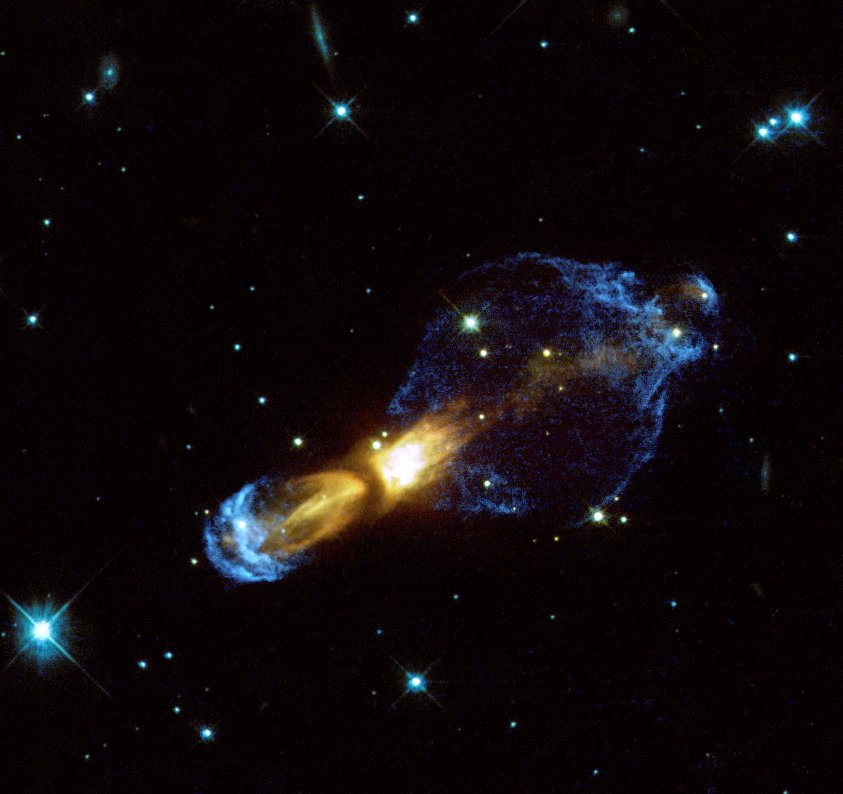
A Nebulosa do Ovo Podre. Possui morfologia bipolar e contém uma grande quantidade de compostos sulfurosos.
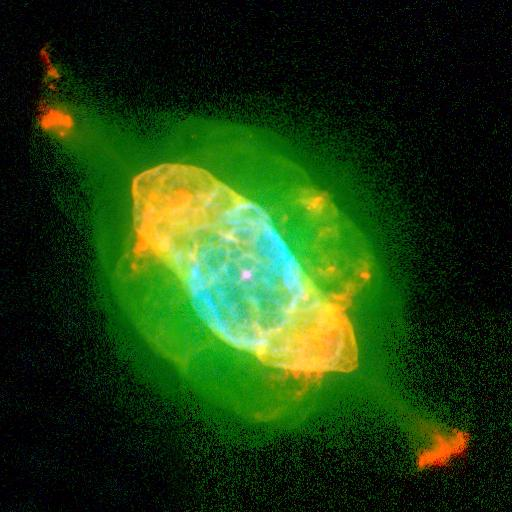
Nebulosa Saturno, exemplo de nebulosa irregular.

### Características físicas

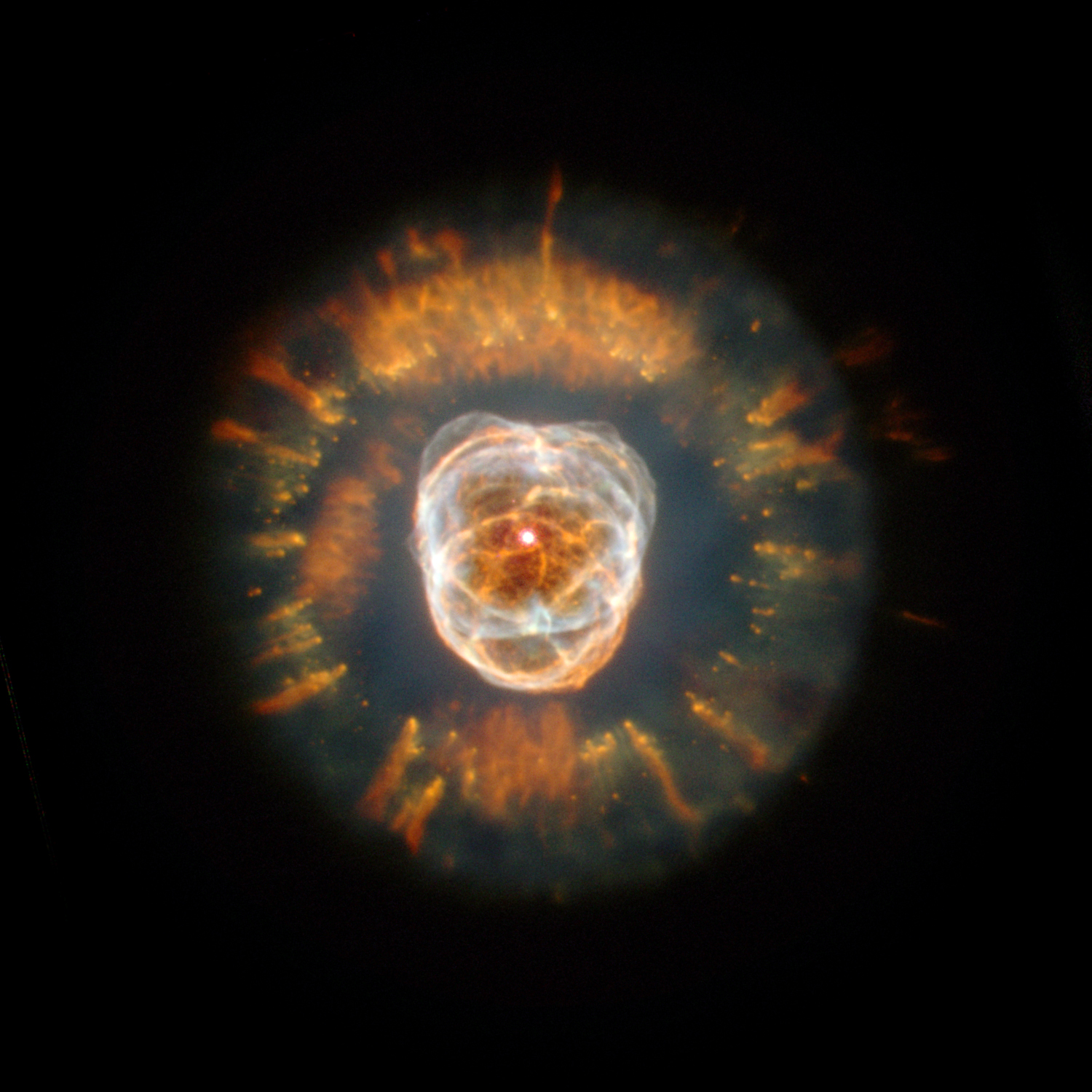
NGC 2392, também conhecida como a "Nebulosa Esquimó". Crédito: NASA, ESA, Andrew Fruchter (STScI), e ERO team (STScI + ST-ECF).

Uma nebulosa planetária típica tem aproximadamente um diâmetro de um ano luz, e é formada por gás altamente enrarecido, com uma densidade de entre 100 e 10 000 partículas por centímetro cúbico. Em comparação, a atmosfera terrestre contém 2,5 × 1019 partículas por cm3. As nebulosas mais novas possuem densidades mais altas, ocasionalmente da ordem do milhão (106) de partículas por cm3. À medida que a nebulosa envelhece, a densidade decresce devido à sua expansão no espaço, que sucede a uma velocidade que ronda os 25 km/s, que equivale a cerca de 70 vezes a velocidade do som no ar. A sua massa pode ter um valor de entre 0,1 e 1 massa solar.
A radiação emitida pela estrela central esquenta os gases até temperaturas de cerca de 10 000 K. Pelo general, nas regiões mais próximas à estrela este gás pode atingir uma temperatura muito maior, em torno de 16 000-25 000 K. O volume existente nas proximidades da estrela central é com frequência ocupado por um gás muito quente, próximo a 1000 000 K. Este gás é originado na superfície da estrela em forma de vento estelar muito veloz.
As nebulosas planetárias podem ser diferenciadas segundo o seu constituinte limitante, que pode ser matéria ou radiação. No primeiro caso, não há suficiente matéria na nebulosa para absorver todos os fotões ultravioleta emitidos pela estrela, e a nebulosa visível encontra-se completamente ionizada. No último, a estrela não emite fotões ultravioleta suficientes para ionizar todo o gás circundante, propagando-se desde a estrela para fora uma frente de ionização e deixando neutras as regiões mais exteriores, pelo qual não se observa todo o gás existente nas cercanias, pois este gás se encontra tão frio que emite radiação no infravermelho).

### Contribuição para a evolução galática
As nebulosas planetárias desempenham um papel fundamental na evolução galáctica. O universo primitivo consistia apenas em hidrogênio e hélio, mas, com o passar do tempo, as estrelas foram criando no seu núcleo elementos mais pesados através da fusão nuclear. Assim, os gases que moldam a nebulosa planetária contêm uma importante proporção destes elementos mais pesados que o hélio chamados "metais", como o carbono, o nitrogênio, ou o oxigênio, contribuindo para enriquecer o meio interestelar à medida que a nebulosa planetária se mistura com ele.
As gerações posteriores de estrelas terão portanto uma maior metalicidade, ou seja, uma maior concentração destes elementos pesados. Embora a sua proporção com referência ao total da estrela seja ainda muito pequena, tem um efeito muito importante na sua evolução. As estrelas formadas no começo do universo e que possuem uma baixa quantidade destes elementos pesados são englobadas na chamada População II de estrelas, enquanto as estrelas mais novas com alta metalicidade são englobadas na População I. Em geral, as estrelas da População I encontram-se espalhadas pelo disco galáctico, enquanto as da População II estão situadas no bulbo galáctico e no halo.

## Distribuição e abundância

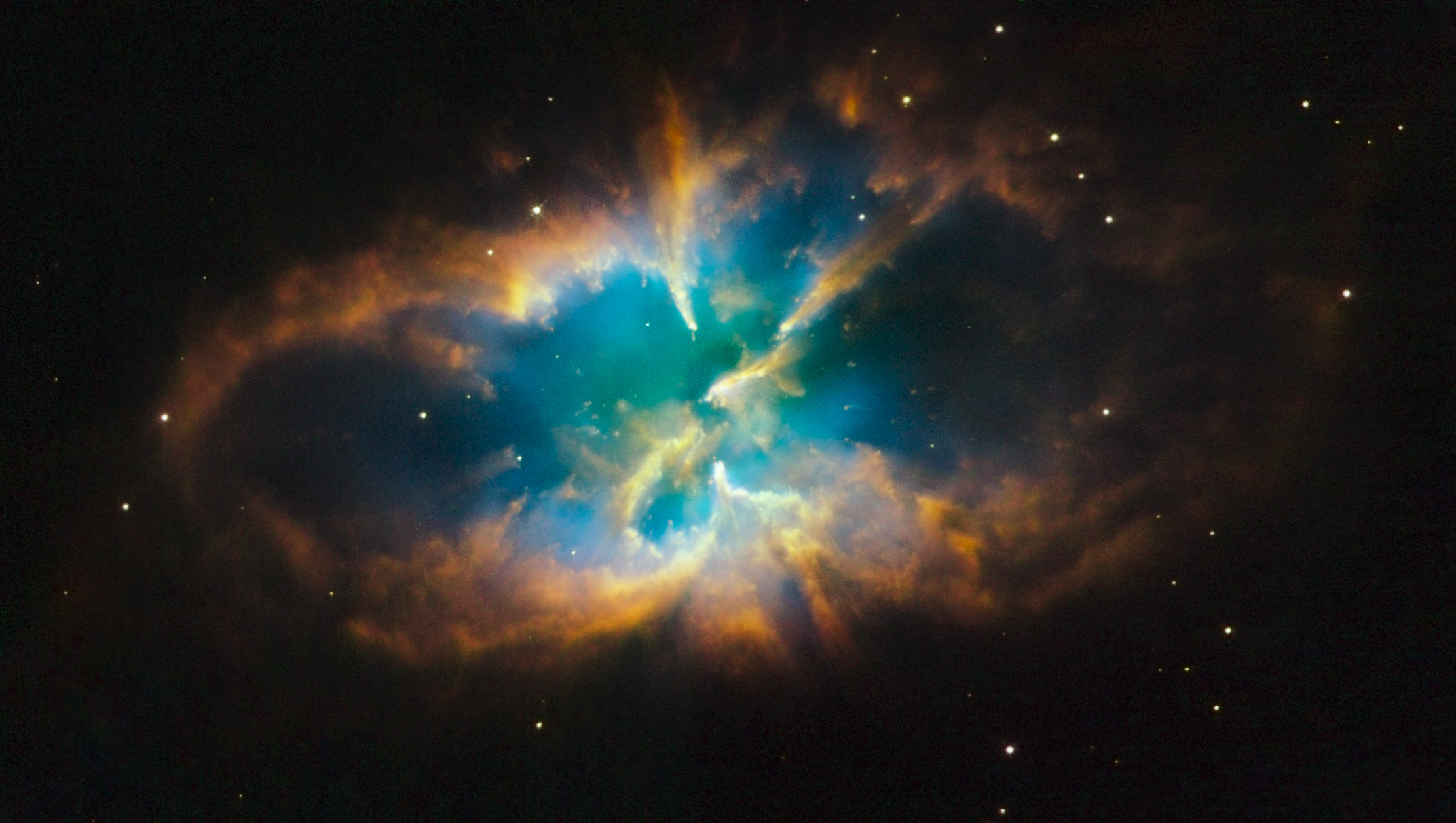
NGC 2818, uma nebulosa planetária num aglomerado estelar aberto. Crédito: NASA, ESA, e Hubble Heritage Team (STScI/AURA).

São conhecidas ao redor de 3000 nebulosas planetárias na Via Láctea. Trata-se de um número pequeno se comparado com o número total de estrelas; existe aproximadamente uma nebulosa planetária por cada 60 milhões delas. Isto é devido ao seu curto tempo de vida comparado com as estrelas. Estima-se que cada ano surgem por volta de três novas nebulosas planetárias.
Geralmente encontram-se situadas no plano da Via Láctea, sendo mais abundantes perto do centro galáctico.
Regularmente são detectadas nebulosas planetárias nos aglomerados globulares, como Messier 15, Messier 22 e Palomar 6. Contudo, nos Aglomerados estelares abertos são muito menos numerosas, pois estes aglomerados possuem muitas menos estrelas que os globulares e, ao estarem pouco ligados gravitacionalmente, os seus membros dispersam-se em um tempo de 100 a 600 milhões de anos, tempo similar ao necessário para que a fase de nebulosa planetária se leve a cabo. São conhecidas algumas nebulosas planetárias situadas em aglomerados abertos, como e.g. NGC 2818.
O estudo das nebulosas planetárias em aglomerados abertos permite determinar com maior precisão o limite de massa entre as estrelas progenitoras das anãs brancas e as estrelas de nêutrons, situado entre 6-8 massas solares.

## Questões por resolver

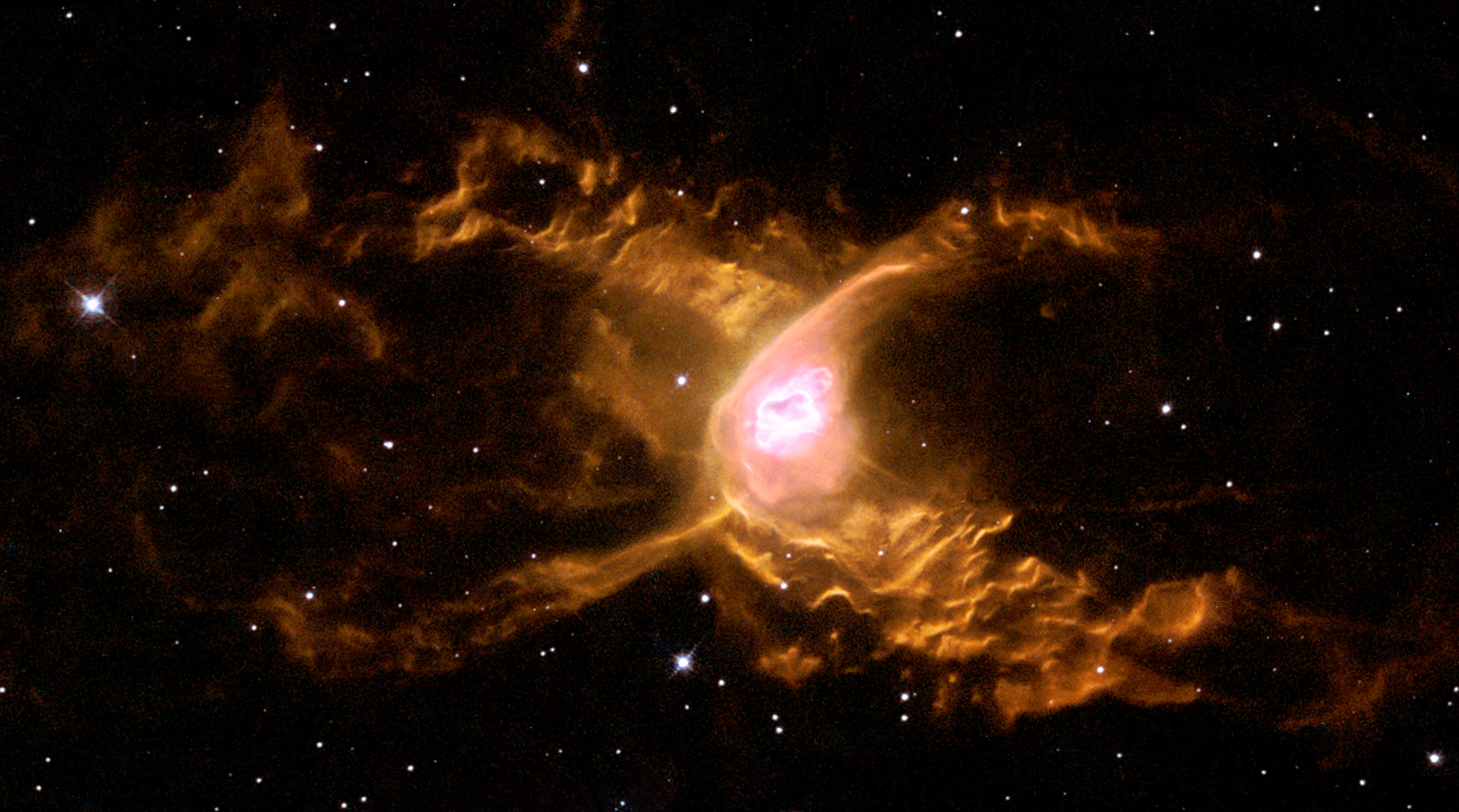
A Nebulosa da Aranha Vermelha, uma nebulosa bipolar com uma estrela central muito quente.

Um problema no estudo das nebulosas planetárias é que, na maioria dos casos, as suas distâncias estão muito mal determinadas. Somente para as nebulosas planetárias mais próximas é possível determinar a sua distância mediante a medição da paralaxe da sua expansão, ou seja, observando o seu movimento aparente sobre a abóbada celeste. Esta medida indica a expansão na perpendicular da linha de visão, enquanto com as medidas do efeito Doppler é obtida a velocidade de expansão na linha de visão. Comparando estas velocidades pode ser determinada a distância à nebulosa.
Outro problema é a diversidade de formas. Geralmente acredita-se que as interações entre material expandindo-se a diferentes velocidades é a causa da maioria das formas observadas. Contudo, alguns astrônomos acreditam que os sistemas estelares binários poderiam ser os responsáveis por, pelo menos, as nebulosas planetárias mais complexas. Outras formas complicadas poderiam ser devidas aos intensos campos magnéticos.
Quanto à metalicidade das nebulosas planetárias, há dois modos diferentes de determiná-la mediante linhas espectrais; com linhas de recombinação e com linhas excitadas por colisão, embora ocasionalmente as discrepâncias entre ambos os métodos sejam bastante significativas. Alguns astrônomos acreditam que isto é devido à existência de pequenas flutuações de temperatura na nebulosa planetária; outros apontam a que as discrepâncias são elevadas demais como para serem explicadas mediante efeitos térmicos, e postulam a existência de regiões frias que contariam muito pouco hidrogênio. Contudo, estas regiões ainda não foram observadas.